# بنابدان (دهسرد)
بنابدان (بالفارسية: بنابدان) هي قرية تقع في إيران في قسم دهسرد الريفي. يقدر عدد سكانها بـ 106 نسمة بحسب إحصاء 2016.